# 奥皮杜姆

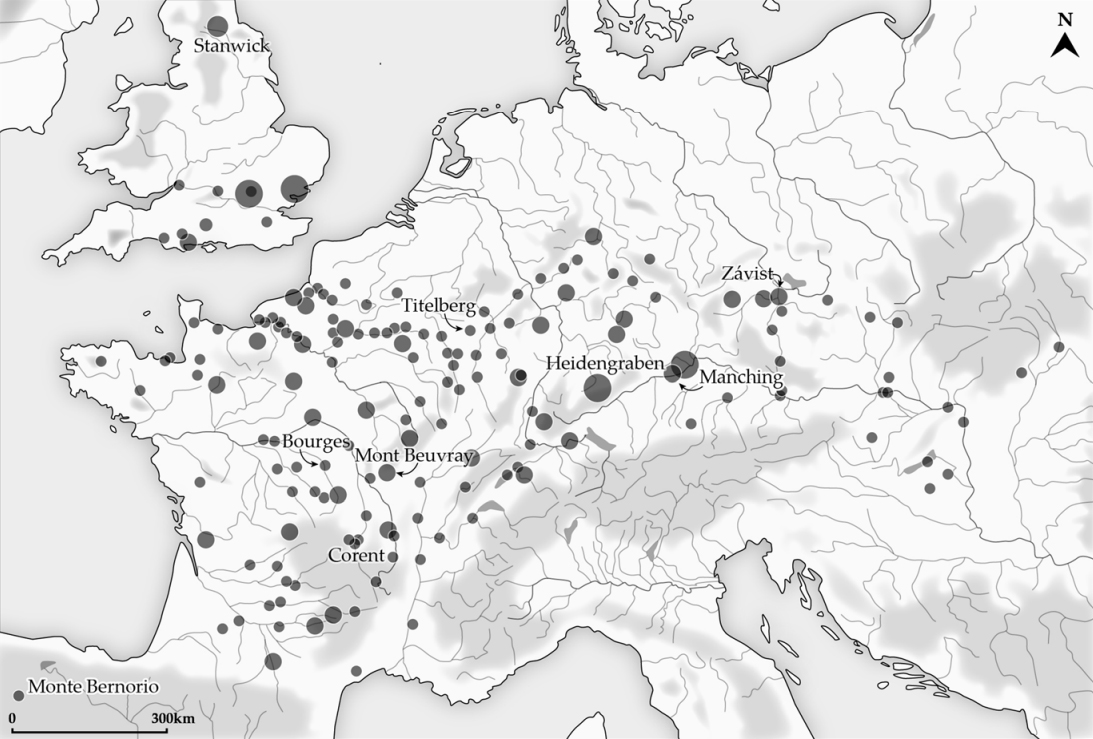
拉坦诺时期奥皮杜姆分布图

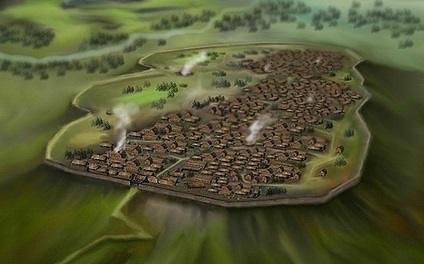
公元前一世纪中欧的奥皮杜姆的现代渲染图

奥皮杜姆（拉丁語：oppidum，复数）是铁器时代的一种大型设防定居点。奥皮杜姆与晚期拉坦诺文化有关，该文化兴起于公元前2世纪和1世纪，遍布欧洲，西起不列颠和伊比利亚，东至匈牙利平原边缘。这些定居点一直沿用到罗马人征服南欧和西欧。许多定居点后来成为罗马时代的城镇和城市，而另一些则被遗弃。在多瑙河和莱茵河以北的地区，如日耳曼尼亚的大部分地区，人们仍然独立于罗马之外，奥皮杜姆一直沿用到公元1世纪。